# A列車で行こう7
『A列車で行こう7』（エイ れっしゃでいこう・セブン）とは、2005年2月26日にアートディンクより発売されたWindows 2000、Windows XP、Windows Vista専用の鉄道経営シミュレーションゲーム。

## 概要
前回のナンバリングタイトルである『A列車で行こう6』ではそれまでの経営シミュレーションから別の方向に進み、鉄道運行シミュレーションとしての色合いを強めていったが、このA列車で行こう7からは、子会社なども復活し経営シミュレーションに回帰した。ゲーム内容は『A列車で行こう4』とあまり変わっていないが、ゲーム内の時間進行速度は『A列車で行こう5』と同程度でバス、トラックの運行はなくなっている。発売直後はバグが多く、不評だったが、パッチがリリースされ現在は改善されている。
動作環境は、必須環境でも
- CPU:Celeron　1GHｚ
- メモリ:512MB
- HDD:5GB
- モニタ:1024*768
- VRAM:64MB

と当時の国産ゲームとしてはかなり高めであった。ベンチマークソフトがあり、自身のパソコンでどのくらい動くかを確認できる。
ゲームの流れとしては、プレイヤーはほとんど何もない土地に鉄道を敷設し、人や資材を流通させ、子会社を建設して街を発展させていく。都市開発シミュレーションの典型である。同様の都市開発シムであるシムシティシリーズとの大きな相違は、シムシティシリーズが市長であるプレイヤーがすべての施設の建設を命じ、管理しなくてはならないのに対して、本作はプレイヤーが街に介入する手段が限られており、鉄道によって人と資材を流通させておけば街が自然と成長する点にある。
このゲームには明確な目標がなく、プレイヤーの好きなように遊ぶことができる。ただし、一応の目標として、資金が一兆円を超えると、スタッフのエンドロールが流れる。また、このゲームは経営シミュレーションであるにもかかわらず、資金の枯渇による倒産（ゲームオーバー）がない。
画面は、『A列車で行こう4』と同じようにクォータービューであるが、45度の角度から見下ろすのではなく、およそ30度ほどの角度から見下ろす形になっている。これにより、高層ビルの裏に隠れた建物など、今までは見えなかったところが見えるように改良されている。また、春夏秋冬、昼夜、天気といった自然の変化も滑らかに描かれ、建設中のクレーンの動きや道路を走る自動車などといった町の動きも細かく再現されている。自動車が1台1台見える程拡大でき、また、町全体が見える程縮小できる。列車だけが3Dで描かれ、それ以外のものはすべて2Dで描かれている疑似3Dである。

## 鉄道
鉄道の基本操作としては、駅を作る→線路を引く→列車を配置するという順になる。
以下のものは、「列車コマンド」「鉄道コマンド」より選択できる操作の解説である。

### 列車
このゲーム内では、列車は旅客、貨物の輸送手段として使われている。ゲーム内で使える列車はすべて自社保有のものとなり、ライバル社は登場しない。全部で60編成保有できる。ゲーム内に登場する列車は、JR、私鉄、ゲームオリジナル車両など全部で172種類あるが、トレインコンストラクション（後述）を使用することによって、さらに増やすことができる。車両は最高乗車率によって、
- 通勤型（最大乗車率200%）
- 高速通勤型（最大乗車率180%）
- 旅客列車（最大乗車率160%）
- 急行列車（最大乗車率140%）
- 特急列車（最大乗車率120%）
- 超特急（最大乗車率110%）
- 地下鉄（最大乗車率200%）

に分けられる。
列車は走らせると売上と経費が発生し、経費が売上を上回るとその路線は赤字ということになる。乗客が多く乗れば、売上も伸びる。特急や超特急は経費がかなりかかるため、赤字が発生しやすい。なお、地下鉄と通勤列車の経費はそれほど変わらない。
ただし、超特急はプロジェクトを完成させないと使用できない。また、貨物列車は、
- 貨物列車
- 急行貨物列車

に分けられる。どちらも最大積載率は100%であり、両者に差異はない（速さの違いによって分けられている）。編成は7両編成まで組むことができるが、一部の車両では制限がある。また、編成に新しく車両を追加したり（この場合追加する車両だけ車両代を払えばよい）、逆に編成から車両を減らすこともできる（この場合不要な車両を、車両代の60%で売却できる）。
列車には速度が決められており、その数値は700を1～20で割った商である（小数点以下四捨五入する）。この速度は、ゲーム内の1枡を何分で進むかをあらわす。例えば、速度100の列車の場合、100という値は700を7で割った商であるため、この列車は1枡を7分で進むと分かる。ここで注意するのは、このゲームでは時間のたち方が非常に早いということである。1枡というのは、車両の縦の長さと等しいため、およそ20mほどであるが、速度100でも20m進むのに7分かかる。ゲーム内の1分=実時間の0.2秒程度と考えておいたほうがよい。

### 駅
ゲーム内で使用できる駅は田舎駅、高架駅、地下駅、操車場の4種類がある。どの駅も5両編成対応、7両編成対応の2種類がある。ただし、5両編成対応駅に6両や7両の列車は停車できない。また、どの駅もホームは5番線まで作ることができる。ホームの増築もできるが、この場合、追加するホームの工事料金だけ払うという形ではなく、駅を上書きするという形になる。また、同じ種類の駅でしかホームの増築はできない。地下に設置できるのは地下駅だけ、高架線路に設置できるのは高架駅だけである。さらに、操車場では旅客の扱いはしない（旅客は降りるが運賃収入はない）。
列車のダイヤグラムは、駅ごとにするようになっており、列車ごとにダイヤを設定できる。駅では、
- 停車（ずっと止まっている）
- 1時間停車（駅に停車してから1時間後に発車する）
- 発車時刻（10分単位で発車時刻の設定ができる）
- 通過（その駅を通過する）
- 対向通過待（対向列車の通過を待つ）
- 追越待（同方向の列車の追越を待つ）
- 到着待（ほかの列車の到着を待つ）

という動作が指定できる。また、何月に、何曜日に、何番ホームに、といった指定もできる。さらに、ダイヤコンストラクション（後述）を使えばより細かな指定ができるほか、時間の経ち方が若干遅くなるが、それでも時間の経ち方が早い事には違いないため、細かにダイヤを作成しても大きな意味合いはあまり持たない。

### 線路
線路は、直線レール、曲線レール、斜めレール、ポイント、勾配レールといった種類がある。曲線レールは半径が3×3の固定で、斜めレールは、曲線レールを途中まで引いて、そこから延長する。ポイントは、直線レールの上を何回かクリックすることで建設できる。
ポイントの種類は、
- ターンアウト（45°に分岐する）
- サイディング（側線に分岐する）
- シングルクロス（片渡り線）
- ダブルクロス（両渡り線）
- 45°クロッシング（45°に交差する）

がある。また、直線レールに直線レールを直交させることによって、90°クロッシングが建設できる。勾配レールは、階層を1段上がるのに使用するレールで、4枡で1段上がる。
線路は高さを調節でき、陸が無い部分には線路橋を設置できる。山地には線路を設置できず、トンネルは一定の条件を満たした斜面にのみ掘削可能である。
ポイントは、ターンアウト、サイディング、シングルクロス、ダブルクロスでは列車ごとに「直進」「分岐」が指定できるが、ダイヤコンストラクションを使用することによって、より細かい指定ができる。

### 駅前広場
駅前に置く駅ビル。小型と大型の2種類ある。「駅前広場」とあるが、設置制限はない。

### 資材置場
貨物列車から降ろした資材（後述）をおいておく場所。駅の南東から15枡以内の範囲で積みおろしすることができる。地下にも置ける。小型（2×2）、中型（3×3）、大型（4×4）の3種類がある。

## 建設
このコマンドからは、子会社を建設したり、プロジェクトを行い新幹線やリニアの誘致ができる。

### 子会社の建設
このゲームでは、鉄道経営以外にも、マンション、デパート、ホテル、ビルなどの子会社を作ることによって利益を生み出すことができる。ただし、住宅や田畑、森林、学校、公園からは利益を生み出せない（公共物扱いとなる）。しかし、実際とは違い、神社、寺、教会からは利益が出る。また、空港と港には個数制限が、マリーナとスキー場には立地制限がある（特に既存マップでスキー場を建設出来る箇所はわずかしかない）。A列車で行こう4の時には道路の建設ができたが、今回はできなくなった（バグを利用すれば可能だが）。街が発展すると、駅から自動的に発生する（これはA列車で行こう3、A列車で行こう6、2001と同じ）。ほとんどの建物は一瞬で完成するが（鉄道も同じ）、高層ビル、超高層ビルを建築する際には建設まで時間がかかり（1年ほど）、徐々に組み上がる鉄骨や動き回るクレーンが表示される。
子会社は駅に近いほど、また、道路に近いほど利益が出る傾向にある。また、子会社の収益のひとつの目安として、利益率がある。利益率が30%程になったら成功といえる。
子会社の建設には「資材」が必要である。この資材は工場で作られるか（工場の建設に資材は必要ない）、港、マップ外から輸入して、貨物列車によって資材置き場まで運ばれて初めて使用できる。この時、駅の南東端から15枡以内に資材置き場がないといけない。また、建設地点から15枡以内に資材がないといけない。この資材はすべて自社保有となるが、他社も使う。この際、他社が買い取るという形になるため利益が出る。
建物の撤去は自社、他社、公共物を問わずに行える（駅、線路は鉄道コマンドの「撤去」から行う必要がある）。また、他の建物の上に建設を行うと下の建物は自動的に撤去される。ただし、学校と公園は自動的に撤去されないので「撤去」から撤去する。
道路は駅が出来ると自動で少しずつ敷設されるが、十字路はほとんどできず、自分で敷設できない（マップコンストラクションでは敷設可能）ため、予め建物を建てるなどして任意の方向に誘導する必要がある。また、資材がないと敷設できない。

### プロジェクト
プロジェクトによって、新幹線やリニアをマップ内に誘致することができる。費用はルートにより異なるが、新幹線が500～1000億円、リニアが1兆円程度かかる。建設ルートは、東西・南北に一直線しか選べず、その直線上に山があると建設できない。4ヶ月ほどで完成する。開通すると、都市全体が活性化する。なお、新幹線、リニアともに高架線を走るが、高さが違うため交差できる。新幹線はゲーム内に登場するすべての新幹線車両が16両で、リニアは16両MLX-01が走る。ただし、両者ともプレイヤーによるダイヤ・車両の変更はできない。それぞれのプロジェクトが完成すると自分で敷設した路線で新幹線（リニア）を運用できるようになる。

## 取引市場
このコマンドでは、銀行取引、株取引、不動産取引ができる。

### 銀行
資金の借入、返済ができる。1年か2年の返済期限を選択できる。返済の際には、借金以外にも利息を払う必要がある。預金はできない。このゲームでは資金の枯渇による倒産（ゲームオーバー）がないため、あまり意味のない存在ではあるが、後述の株を買うためには必要となってくる。

### 株式市場
株式の取引ができる。株の銘柄は63種類ある。株価の変動は激しく、一ヶ月で400円から2,000円になることもある。また、無制限に買えるので、1年足らずで100兆円稼げてしまうこともある。なお、現金で購入するため、資金が赤字の場合は購入ができないので注意。

### 不動産取引
自社の建物の売却ができる。他社の建物の買収はできない。利益率が高いほど高く売れる。しかし、駅前広場、工場は、売却できない（そのため、駅前に、駅前広場を建てて評価額をあげても、高額売却することができない）。

## 情報
情報コマンドは、リポート・都市情報・バランスシートの3つに分けられている。

### リポート
ここでは、資金・鉄道利益・子会社利益の3つが日ごとに棒グラフになっており、計30日間の利益の推移を見ることができる。資金グラフと鉄道グラフは別ウィンドウで見ることもできる。また、子会社の年間総利益と16に分類された子会社ごとの年間利益を見ることができる。ここには駅前広場の利益も計上される。

### 都市情報
ここでは都市人口・交通インフラ・鉄道・産業分布などの情報が見られる。
都市人口では、
- 都市名（変更はいつでもできる。）
- 規模（人口に応じて未開発、村・町・小都市・中都市・大都市と分類される）
- タイプ（発展している産業によって都市のタイプが分類される。産業については後述する）
- 人口（年毎に棒グラフが表示され、計20年分の人口の推移が見られる）

がある。
交通インフラでは、道路・港・空港・新幹線・リニアの個数（道路は枡数）が表示される。
鉄道では、鉄道会社名（変更はいつでもできる）と、駅・ホーム・ポイント・踏切・列車数・トンネル・鉄橋・総延長の個数（総延長は枡数）が表示される。
産業分布では、農業・工業・商業・ビジネス・レジャー・文化の産業ポイントが見られる。産業ポイントとは、それぞれの子会社に割り振られているポイントであり、デパートなら商業ポイントが多くついていて、遊園地ならレジャーポイントが多くついている。隣のチャートは都市人口に対して産業ポイントがどのくらい足りているかを表している。パーセンテージが少ないほど、その産業の需要が多く、その産業の建物を建てると儲かりやすいというものである。

### バランスシート
バランスシートでは、売上、費用、負債、資産、資本金とその詳細が見られる。今年度だけでなく、いつの年度のバランスシートも見られる。売上と費用、利益には棒グラフがあり、年毎に、計15年分の推移が見られる。決算は大晦日の24時に行われる。決算が行われると、所得税（所得税は個人にかかるものなので、法人税というべきである）と資産税が確定する。所得税は年間利益の10%であり、翌年の4月1日に納税する。資産税は資産の5%であり、翌年の5月1日に納税する。この他にも消費税というものがあり、毎月の売上にかかる。税額は月間売上の10%であり、翌月の1日に納税する。
音楽など、Ａ7の基本設定が可能。画面では、「ヘルプ」画面である。

## ツール
ユーザーによって作成されたツールにより、車両を追加することが可能である。

## マップ
初期マップとして「田園風景を持つ臨海都市」「温泉郷からリゾート都市へ」「運河が隔てたふたつの都」の3つが収録されている他、公式サイトから「明るい農村」「ベイエリア」の2マップが無料でダウンロードできた。2021年5月現在はURL変更によりリンク切れとなっている（URLを修正すればダウンロードできる）。また、東京、横浜、名古屋、京都、大阪、神戸の6都市をモチーフとしたマップが「マップコンストラクション」に収録されており、単体を別途購入するか、「完全版」を購入すれば入手できる。その他にも、他の人が作ったマップを特定のファイルに入れれば動作する。（一部のマップは動作しない)

## アドオンソフト

### トレインコンストラクション
A7内で既定の車両以外にも独自の車両を製作できる。しかし、ユーザーが選択できるのは車両の色を調節するぐらいなので、作れる車両も限られてくる。

### マップコンストラクション
自分で自由に地形を作ることのできる。自由に地形を編集できるほか、沿岸パーツや道路、資材なども設置できる。

### ダイヤコンストラクション
駅や列車ごとに細かなダイヤを設置できる他、ポイントを時間ごとに変更することが可能。

## 小ネタ
A列車シリーズでは、『III』のころからよく画面上に様々なキャラクターを登場させている。本作では、渡り鳥、鯨、飛行船（側面にA7のロゴあり）、ヘリコプター、サンタクロース、UFOが登場する。なお、これらが画面に登場しても、特別なイベントは発生しない。また、港を建設すると、しばらくは船が来て資材を調達するが、何年か経つと突然来なくなる。